# Francis Bekaert
Francis Bekaert, né à Seraing le 4 mars 1959, est un homme politique belge, membre du Parti socialiste belge (PS).
Il succède à Alain Mathot au poste de bourgmestre de la ville de Seraing, à la suite des élections communales de 2018,,.